# Сьоґун

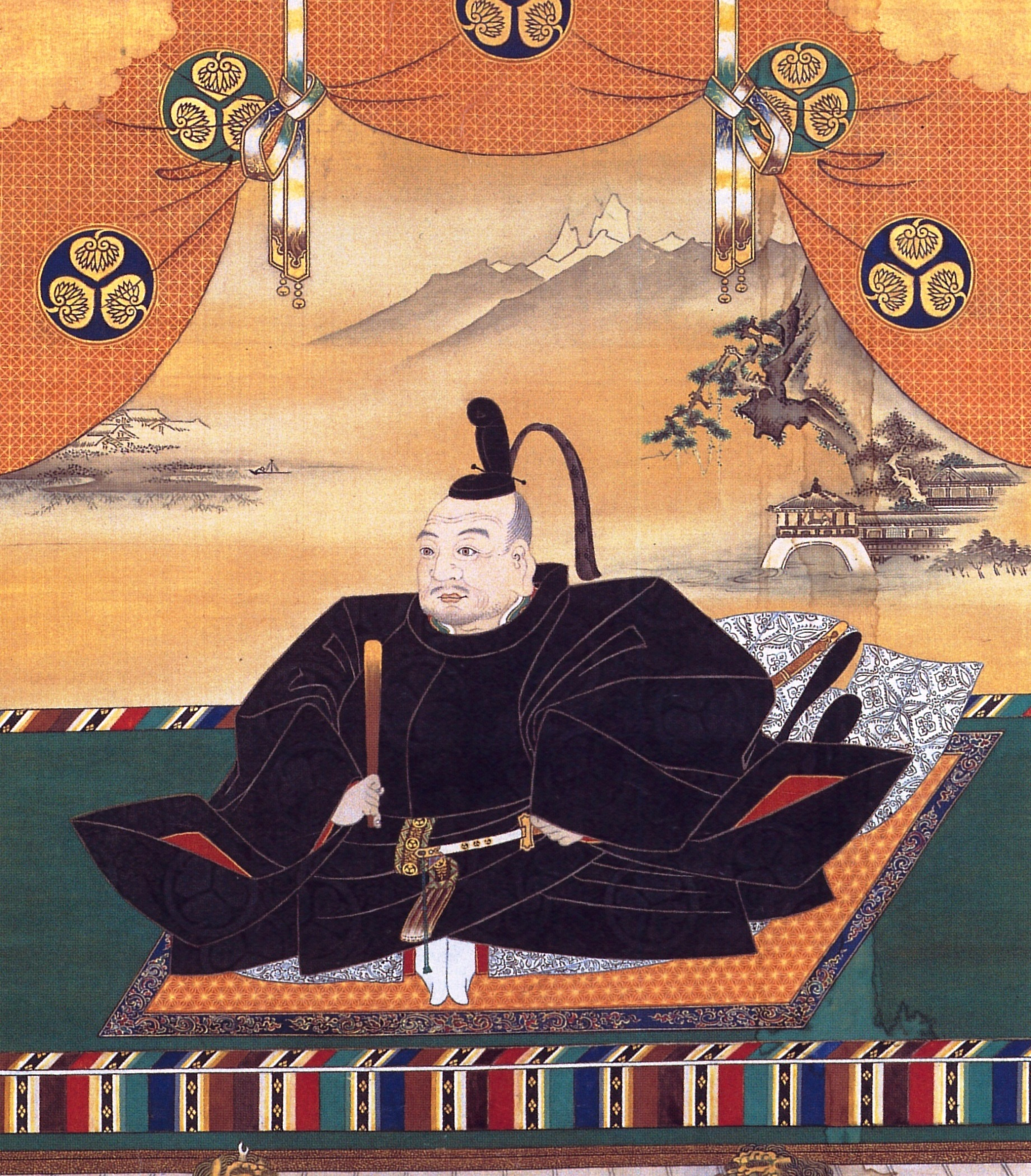
Токуґава Іеясу, засновник шьоґунату Едо, у парадних шатах шьоґуна.

Шьоґун або сьоґун (від яп. 将軍, しょうぐん, [ʃʲoːgun]/[ɕʲoːgun], «полководець») — найвища військова посада у домодерній Японії. Голова самурайського уряду.
Спочатку шьоґуном називали тимчасового головнокомандувача імператорської армії, яка вирушала в похід проти племен еміші, автохтонів Японських островів, так званих «північно-східних варварів». У XII столітті титул шьоґуна закріпився за однією з військових посад імператорського двору — сейї-тайшьоґуном, лідером самураїв Східної Японії і головою самурайшького уряду — шьоґунату. З XIV століття шьоґунів також називали державцями (公方, кубо) — титулом представника верховної державної влади, яким у давнину позначали імператора, його двір та вищих чиновників.
Зустрічаються також — шоґун, шогун або сьо́гун.

## Назва
Назва цієї посади прийшла до Японії з Китаю (переклад посади цзянцзунь), тому її інколи замінювали словами тайкі (大樹) або тайкі шьоґун (大樹将軍) на китайський лад. Слово тайкі шьоґун (大樹将軍) означає «полководець (将軍) великого дерева (大樹)». Воно вперше зустрічається у китайських хроніках IV—V століть, «Записах пізньої Хань», на адресу видатного генерала Хьо-І (馮異). Він був настільки скромний, що втік під велике дерево (大樹) під час розмов про свої подвиги, не бажаючи вихвалятися ними. На основі цього оповідання виникло словосполучення «полководець великого дерева», яким називали доброчесних військовиків.

## Стародавність (VIII—XI століття)

### Різноманіття «сьоґунів»
У VII— VIII століттях, у періодах Асука і Нара, існувало декілька посад, які включали себе слово «сьоґун». Серед них були:
- сейї-сьоґун (征夷将軍) — «полководець — завойовник варварів Сходу»;
- чінтекі сьоґун (鎮狄将軍) — «полководець — завойовник варварів Заходу»;
- чінджю сьоґун (鎮守将軍) — «полководець — пацифікатор».

Як правило, ті хто обіймав ці посади займали високий ранг у чиновницькій системі Японії. Вони були головами експедиційних армій або командирами їхніх окремих частин. Першим відомим чінджю сьоґуном був Косе но Маро у 709 році.
Сьогуни також поділялися на «вищих» і «нижчих»:
- тайсьоґун (大将軍) — «великий полководець»
- сьоґун (将軍) — «полководець»
- фукусьоґун (副将軍) — «заступник полководця»

Військові кампанії були тимчасовими, посадовець повертав пост сьоґуна Імператору одразу після її завершення.
Іноді синонімом сьоґуна виступала посада державного «посланця» сі (使). Зокрема, у VII — початку VIII століттях поняття «посланець — завойовник варварів Сходу» сейї-ші (征夷使) та «полководець — завойовник варварів Сходу» сейї-сьоґун (征夷将軍) ототожнювалися.

### Першісейї-тайсьоґуни

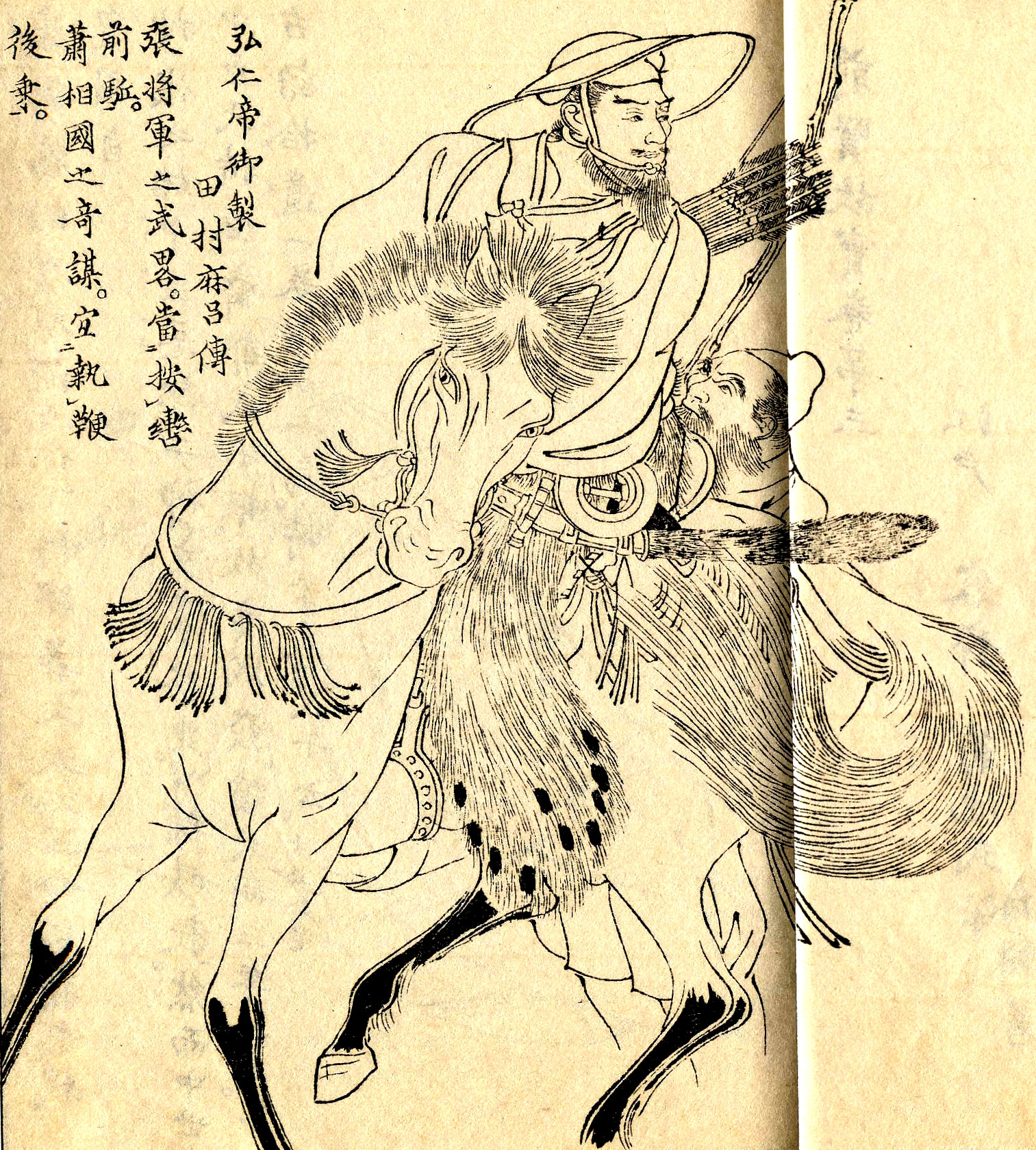
Саканоуе но Тамурамаро, перший сейї-тайсьоґун стародавньої Японії (Кікуті Йосай, Збірка гравюр «Дзенкен кодзіцу», 1825—1836)

У VIII столітті одним із найпріоритетніших напрямків зовнішньої політики імператорів Японії було об'єднання острова Хонсю під своєю владою. Нескореною землею залишався північний схід острова — регіон Тохоку, споконвічне місце проживання племен еміші. Японці вважали ці племена «варварськими» і періодично висилали армії для їх підкорення. Головнокомандувачі цих армій обіймали посади сейї-сьоґун. Першими відомими історії сейї-сьоґунами були Тадзіхі но Аґатаморі у 720 та Фудзівара но Умакаі у 725 роках.
Згодом посаду сейї-сьоґуна заступила посада сейї-тайсьоґун. Її вперше отримав у 793 році Отомо но Отомаро. 797 року його перейняв Саканоуе но Тамурамаро, а у 811 році — Фун'я но Ватамаро. Подвиги Саканоуе, який практично підкорив увесь північний схід острова Хонсю і полонив емішійського вождя, оповили посаду сейї-тайсьоґуна особливим ореолом воєнної слави і величі.
У IX столітті, після приєднання еміші, необхідність у нових експедиційних арміях відпала. Посада сейї-тайсьоґуна лишалась тривалий час вакантною. На завойованих північно-східних землях японці сформували пацифікаційний уряд-адміністрацію тіндзюфу. Її начальником призначався «сьоґун-пацифікатор» — тіндзю сьоґун. Він мусив ліквідовувати залишки опору емішійських племен та наглядати за реалізацією асиміляційних проєктів центрального уряду.
У X столітті у східних районах Японії спалахнуло повстання самурайського ватажка Тайри но Масакадо. Для його придушення імператорський уряд відрядив каральну експедицію на чолі з Фудзіварою но Тадабумі, якого призначив «великим сьоґуном — завойовником Сходу» — сейто тайсьоґуном. Призначення ж на посаду «великого сьоґуна — завойовника варварів Сходу», сейї-тайсьоґуна, не було, оскільки повстанці були знатними самураями, а не «варварами» еміші.
Загалом, до середини XII століття, завдяки стабілізації соціально-економічного життя, посада сейї-тайсьоґуна практично канула у небуття.

## Шьоґун— самурайський лідер (XII—XIX століття)

Портрет знатного самурая, ймовірно Мінамото но Йорітомо, засновника самурайського уряду в Камакурі.

Відродження імені сейї-тайшьоґуна мало місце наприкінці епохи Хей'ан під час війни між родами Тайра і Мінамото. 1184 року командир останніх, Мінамото-но Йошінака, вигнав самураїв Тайра зі столиці і, призупинивши правління імператора-інока Ґо-Шіракава, самовільно призначив себе на цю посаду. Цим кроком він хотів залучити на свій бік вояків для походу проти Мінамото-но Йорітомо, конкурента зі Сходу Японії, армії якого підступали до Кіото. Сили останнього ототожнювалися зі зниклими еміші, «варварами Сходу» стародавніх часів, які мусили бути покарані. Завдяки діям Йошінаки сейї-тайшьоґун перетворився на фактично незалежну від центрального уряду політичну фігуру, яка формально підкорялася лише імператору Японії і отримувала від нього частину монарших повноважень.
Того ж року Мінамото но Йорітомо знищив Йошінаку і, захопивши столицю, негайно забажав від двору призначення себе на посаду сейї-тайшьоґуна. Це підвищило політичну вагу цієї посади, котра стала символізувати військового лідера Східної Японії. Проте Ґо-Шіракава, який боявся виникнення незалежного самурайського уряду на сході країни, не задовольнив прохання Йорітомо. Останній був призначений на шьоґунську посаду лише після смерті імператора-інока у 1192 році.
Пост сейї-тайшьоґуна був тимчасовим, але Йорітомо збирався перебувати на ньому постійно. За японським звичаєм обіймач шьоґунської посади мусив тричі відіслати посольство до Кіото з проханням повернути її дворові. Як правило, після двох відмов імператора посада поверталася під час прибуття третього посольства. Проте Йорітомо відрядив лише два посольства до столиці, на які отримав традиційну відмову. Під приводом того, що двір не бажає забирати посаду, він не відправляв третього посольства і залишався шьоґуном до кінця свого життя.
Така політика Йорітомо сприяла тому, що більшість населення країни сприймала його нащадків як шьоґунів, не залежно від того чи було офіційне затвердження на цю посаду імператорським двором чи ні. Наприклад, Мінамото но Йорііе, син Йорітомо, був призначений на пост сейї-тайшьоґуна у 1202 році, лише за три роки після смерті свого батька. Проте у світі ходили чутки, що він вже перебував на шьоґунівському посту безпосередньо перед кончиною Йорітомо. У історичному джерелі «Адзума каґамі», яке було складене у 1266 році, згадується, що Йорііє став спадкоємцем саме шьоґуна. Це свідчить про наявний симбіоз титулів і посад сейї-тайшьоґуна і голови самурайського уряду — «Камакурського господаря» (鎌倉殿) — у свідомості тогочасних японців. Цей симбіоз було остаточно закріплено урядом у 1203 році, коли Мінамото но Санетомо був призначений на шьоґунську посаду одразу ж по успадкуванню головування у Камакурі.
Таким чином, на початок XIII століття посада сейї-тайшьоґуна перетворилася на спадкову. Вона стала синонімом лідера самураїв Японії і голови самурайського уряду. Відтепер слово «шьоґун» асоціювалося лише з цією посадою, а не різноманітними «шьоґунами» стародавніх часів. У наступні століття призначення на пост сейї-тайшьоґуна було приводом до заснування власного самурайського уряду і слугувало легалізацією пануючого режиму. Поєднання шьоґунської посади і функцій голови японського уряду проіснувало до середини XIX століття. Пост сейї-тайшьоґуна був ліквідований імператорським указом у 1867 році.

## Церемонія призначення на посаду
У давнину церемонія призначення на посаду сьоґуна проводилася у імператорському палаці. Вона супроводжувалась оголошенням едикту про призначення та врученням церемоніального меча (節刀), який був символом делегування судових повноважень імператора сьоґуну. Там само у палаці призначався заступник сьоґуна і верхівка командного складу армії.
Докладних відомостей про те, як призначали сьоґунів у XII — XIII століттях немає. Ймовірно, церемонії супроводжувались оголошенням едикту і врученням меча як у стародавні часи. Відомо, що у випадку з Мінамото-но Йорітомо та принца Хісаакі едикт про призначення на посаду сейї-тайсьоґуна відсилався до сьоґунівської ставки у Камакурі імператорським послом (勅使). В усіх інших випадках двір такого привілею не надавав, а сповіщав номінанта про призначення його сьоґуном через простих гінців.
У XIV — XVII століттях, включаючи перших трьох правителів сьоґунату Токуґава, обов'язковим для номінанта на сьоґунівську посаду було прибуття до столиці і аудієнція з імператором. Така практика була припинена за часів правління Токуґави Ієцуни, який через свій малий вік не зміг з'явитися до кіотського двору. Він був оголошений сьоґуном у своєму Едоському замку через імператорського посла. До середини XIX століття його наступники також ставали сьоґунами не полишаючи ставки в Едо.
Церемонія призначення на посаду сьоґуна з XIV по XIX століття була вельми скромною. Під час оголошення едикту про призначення сьоґуном, номінант обіцяв взоруватися на «світлий приклад» Мінамото но Йорітомо і, наповнивши золотим піском скриньку, у якій містився едикт, передавав її імператорському посланцю. З XV століття, починаючи від правління Асікаґи Йосіміцу, обіймач посту сейї-тайсьоґуна також призначався «старшим роду Мінамото» (源氏長者), головою школи Сьоґакуін (奨学院) і буддистського павільйону Дзюннаін (淳和院), а також інспектором імператорських конюшень (馬寮御監).

## Списоксейї-тайсьоґунів
Загальна кількість сьоґунів становить 45 осіб. Кількість правлінь дорівнює 46.
|    | Сьогуни 8 — 12 століть |              |                         |             |
| №  | Українською            | Японською    | Роки життя              | Роки служби |
| 1  | Отомо-но Отомаро       | 大伴弟麻呂   | 731–809                 | 793–794 (?) |
| 2  | Саканоуе-но Тамурамаро | 坂上田村麻呂 | 758–811                 | 797–811 (?) |
| 3  | Фун'я но Ватамаро      | 文屋綿麻呂   | 765–823                 | 813–816     |
| 4  | Мінамото-но Йосінака   | 源義仲       | 1154–1184               | 1184        |
|    | Сьогунат Камакура      |              |                         |             |
| 1  | Мінамото-но Йорітомо   | 源頼朝       | 1147–1199               | 1192–1199   |
| 2  | Мінамото-но Йоріїе     | 源頼家       | 1182–1204               | 1202–1203   |
| 3  | Мінамото-но Санетомо   | 源実朝       | 1192–1219               | 1203–1219   |
| 4  | Фудзівара-но Йоріцуне  | 藤原頼経     | 1218–1256               | 1226–1244   |
| 5  | Фудзівара-но Йоріцуґу  | 藤原頼嗣     | 1239–1256               | 1244–1252   |
| 6  | Принц Мунетака         | 宗尊親王     | 1242–1274               | 1252–1266   |
| 7  | Принц Кореясу          | 惟康親王     | 1264–1326               | 1266–1289   |
| 8  | Принц Хісаакі          | 久明親王     | 1276–1328               | 1289–1308   |
| 9  | Принц Морікуні         | 守邦親王     | 1301–1333               | 1308–1333   |
|    | Реставрація Кемму      |              |                         |             |
| 1  | Принц Морійосі         | 護良親王     | 1308–1335               | 1333        |
| 2  | Принц Нарійосі         | 成良親王     | 1326–1344               | 1335–1336   |
|    | Сьогунат Муроматі      |              |                         |             |
| 1  | Асікаґа Такаудзі       | 足利尊氏     | 1305–1358               | 1338–1358   |
| 2  | Асікаґа Йосіакіра      | 足利義詮     | 1330–1367               | 1358–1367   |
| 3  | Асікаґа Йосіміцу       | 足利義満     | 1358–1408               | 1368–1394   |
| 4  | Асікаґа Йосімоті       | 足利義持     | 1386–1428               | 1394–1423   |
| 5  | Асікаґа Йосікадзу      | 足利義量     | 1407–1425               | 1423–1425   |
| 6  | Асікаґа Йосінорі       | 足利義教     | 1394–1441               | 1429–1441   |
| 7  | Асікаґа Йосікацу       | 足利義勝     | 1434–1443               | 1442–1443   |
| 8  | Асікаґа Йосімаса       | 足利義政     | 1436–1490               | 1449–1473   |
| 9  | Асікаґа Йосіхіса       | 足利義尚     | 1465–1489               | 1473–1489   |
| 10 | Асікаґа Йосікі         | 足利義材     | 1466–1523               | 1490–1493   |
| 11 | Асікаґа Йосідзумі      | 足利義澄     | 1480–1511               | 1494–1508   |
| 10 | Асікаґа Йосітане       | 足利義稙     | дивіться Ашікаґа Йошікі | 1508–1521   |
| 12 | Асікаґа Йосіхару       | 足利義晴     | 1511–1550               | 1521–1546   |
| 13 | Асікаґа Йосітеру       | 足利義輝     | 1536–1565               | 1546–1565   |
| 14 | Асікаґа Йосіхіде       | 足利義栄     | 1538—1568               | 1568        |
| 15 | Асікаґа Йосіакі        | 足利義昭     | 1537～1597              | 1568–1573   |
|    | Сьоґунат Едо           |              |                         |             |
| 1  | Токуґава Ієясу         | 徳川家康     | 1543–1616               | 1603–1605   |
| 2  | Токуґава Хідетада      | 徳川秀忠     | 1579–1632               | 1605–1623   |
| 3  | Токуґава Ієміцу        | 徳川家光     | 1604–1651               | 1623–1651   |
| 4  | Токуґава Ієцуна        | 徳川家光     | 1641–1680               | 1651–1680   |
| 5  | Токуґава Цунайосі      | 徳川綱吉     | 1646–1709               | 1680–1709   |
| 6  | Токуґава Ієнобу        | 徳川家宣     | 1662–1712               | 1709–1712   |
| 7  | Токуґава Ієцуґу        | 徳川家継     | 1709–1716               | 1713–1716   |
| 8  | Токуґава Йосімуне      | 徳川吉宗     | 1684–1751               | 1716–1745   |
| 9  | Токуґава Ієсіґе        | 徳川家重     | 1712–1761               | 1745–1760   |
| 10 | Токуґава Ієхару        | 徳川家治     | 1737–1786               | 1760–1786   |
| 11 | Токуґава Ієнарі        | 徳川家斉     | 1773–1841               | 1787–1837   |
| 12 | Токуґава Ієйосі        | 徳川家慶     | 1793–1853               | 1837–1853   |
| 13 | Токуґава Ієсада        | 徳川家定     | 1824–1858               | 1853–1858   |
| 14 | Токуґава Іємоті        | 徳川家茂     | 1846–1866               | 1858–1866   |
| 15 | Токуґава Йосінобу      | 徳川慶喜     | 1837—1913               | 1866–1867   |